# インディ・ジョーンズ/魔宮の伝説
『インディ・ジョーンズ/魔宮の伝説』（インディ・ジョーンズ まきゅうのでんせつ、原題：Indiana Jones and the Temple of Doom）は、1984年に公開されたアメリカ合衆国の映画。ジョージ・ルーカスの原案を基に、スティーヴン・スピルバーグが監督を務めた。とあるインドの寂れた村に辿り着いた考古学者のインディアナ・ジョーンズらが、邪教集団に誘拐された村の子ども達と秘宝を奪還するため冒険するアクション・アドベンチャー作品。「インディ・ジョーンズ」シリーズの2作目であり、前作『レイダース/失われたアーク《聖櫃》』の前日譚でもある。 
暗い作風でグロテスクな描写が多い反面、アドベンチャーの要素やコメディ色が強い作品でもあり、シリーズを通して最も異質でインパクトのある作品だと評されることもある。初公開後、批評は賛否両論だったが興行的には成功を収めた。第57回アカデミー賞では視覚効果賞を受賞。1989年には、続編の『インディ・ジョーンズ/最後の聖戦』が公開された。

## ストーリー
1935年、考古学者インディ（ハリソン・フォード）は上海の満洲系ギャングとの取引でだまされてトラブルに陥る。その場に居合わせた歌手ウィリー（ケイト・キャプショー）、相棒の少年ショート・ラウンド（キー・ホイ・クァン）と共に飛行機で追っ手から逃れるが、その飛行機はギャング関連会社が所有するものだった。策略により飛行士たちがパラシュート脱出し、燃料を漏出された飛行機はインディたちを残して墜落させられ、ゴムボートで辛くも脱出した彼らはインドへとたどり着く。
インディたちが川岸で偶然出会った老人に小さな村へ案内されると、そこは井戸が干上がり食べるものもままならない状態で、奇妙なことに子供が1人もいなかった。
村にはシヴァ・リンガと呼ばれる秘石が祭られていたが、邪教集団に奪われ、村の子供も連れ去られたという。老人から「救世主」だと言われたインディたちは、サンカラ・ストーン（シヴァ・リンガ）と子供たちを取り戻すため、邪教集団の根拠地だという、かつてマハラジャが支配していたパンコット宮殿へと向かう。
無人の筈のパンコット宮殿には新しいマハラジャであるザリム・シンが即位しており、表向きには煌びやかに見え、インディたちは歓待される。しかしその夜、インディは部屋に潜んでいた刺客に襲われたことで何かがあると部屋中を調べると隠し通路を見つける。インディハ宮殿の地下に潜入すると、そこでは邪教の密儀が行われていた。邪神カーリーを祭祀する司祭モラ・ラムは、呪文を用いて人間の心臓を抉り出したり、「悪魔の血」を使って人々を洗脳し、邪神像に生贄を捧げていた。モラ・ラムは、村の子供たちを奴隷として利用して、地下に隠された残り2つの『サンカラストーン』を探し、同時に資金源となる宝石を採掘していたのだ。
その後、悪魔の血によって洗脳されたインディだったが、ショート少年の機転で体を松明で炙られて正気を取り戻し、生贄にされかけたウィリーを助け、3個のサンカラストーンを奪い返す。次いで地下の子供たちを解放するが、インディはザリム・シンが操る呪いの人形により身体の自由を奪われて、絶体絶命のピンチに陥ってしまう。ショートは人形を奪い、インディと同様にザリム・シンを松明で炙って正気を取り戻させる。危機を脱したインディは、敵を打ち倒してトロッコに乗り込む。
疾走するトロッコで敵から逃れて脱出したインディらは、モラ・ラムの作戦で壊された貯水タンクから押し寄せる水流に追われるが、辛くも地上へと戻る。しかし、司祭モラ・ラムと信者たちによって吊り橋に追い込まれる。インディは吊り橋の縄を剣で切断して、宙吊りになりながらモラ・ラムとの壮絶な戦いを繰り広げる。モラ・ラムはインディの心臓を刳り抜こうとするが、インディが悪しき魂を焼き尽くすシヴァへの祈りを唱えるとサンカラストーンは炎に包まれる。なおもサンカラストーンに執着したモラ・ラムはその1つを手に取るが熱さに耐えきれず手を放してしまい、崖下へ落下してワニの餌食となるのであった。炎に包まれたサンカラストーンは村の秘石であったため、モラ・ラムと共に崖下に落下する直前にインディがキャッチするが、悪しき魂の持ち主では無かった為か不思議と燃え盛る炎は瞬時に収まり、そのままインディによって回収された。
その直後にザリム・シンと軍隊が応援に駆け付け、残党の信者たちを銃撃して鎮圧。子供たちを解放し、村の秘宝サンカラストーンを取り戻したインディ達は、村に戻り「救世主」として大歓迎を受ける。

## 登場人物
インディアナ・ジョーンズ
演 - ハリソン・フォード
主人公。有名な考古学者にして無類の冒険家。しかし、腕を認められながらもメディアからは「考古学を利用した盗人」といわれてしまうこともある。
マフィアとの抗争で上海を脱出した後、飛行機がインドに墜落。そこでパンコット宮殿とサンカラストーンを巡る冒険に巻き込まれる。
ウィルヘルミーナ・"ウィリー"・スコット
演 - ケイト・キャプショー
上海のクラブ「オビ＝ワン」の歌姫。店の中で起きたインディとマフィアの抗争に巻き込まれ、成り行きでインディに同行することになる。
シリーズヒロインの中では都会派の女性。話を聞いて遺骨が入った壺であるヌルハチを人と勘違いした上で実際に見たら「ずいぶん小さな人」と言うなど、かなりの皮肉屋。インディに対しては初対面からマフィアの取引で人質にされたりなど危険な目に遭い続けて当初は険悪なムードになるが、次第に信頼関係を結び、ロマンチックな関係を築く。気位が高く下手に出るのを嫌がり自分が上の立場でないと気が済まない性分。
ショート・ラウンド
演 - キー・ホイ・クァン
インディに拾われた戦災孤児。インディへの尊敬の念が強く、彼の助手として働いている。インディ、ウィリーと共にパンコット宮殿に向かう。子供ながらに車の運転ができるなどインディの助手らしい有能かつ破天荒。見識は広いが度を越した事態や現象には唖然とすることもあった。
モラ・ラム
演 - アムリーシュ・プリー
邪神カーリーを崇拝する邪悪な教団「サギー教」の司祭。
怪しげな呪文を唱え、人間の心臓を素手で抉り取る異能の持ち主。彼に心臓を抉り取られた者はすぐには絶命せず、傷口も一瞬でふさがる。
悪魔の血を飲ませる独特の儀式を行うことで人々を洗脳する。マハラジャのザリムを洗脳することで、実質的にパンコット宮殿そのものを手中に収めている。自分が助かるために部下を犠牲にする自己中心的な性格。
宮殿の深部で子供達を奴隷にし、サンカラストーンを探させている。サンカラストーンを取り返そうとするインディ達を狙う。
チャター・ラル
演 - ロシャン・セス
マハラジャに仕える、パンコット宮殿の宰相。
サギー教の存在を否認していたが、正体はサギー教団員だった。
フィリップ・ブランバート
演 - フィリップ・ストーン
イギリス軍大尉。定期的にインドに視察に来ている。
終盤で正気を取り戻したザリム・シンの要請でインディ達に加勢し、モラ死後その残党を制圧する。
ラオ・チェ
演 - ロイ・チャオ
「犯罪王」と呼ばれる上海暗黒街のボスで満洲系。インディに満洲族の始祖「ヌルハチ」の遺骨を手に入れさせるが、彼を裏切り毒を盛る。
ウー・ハン
演 - デヴィッド・ヴィップ
インディの友人。ラオとの取引の際に、「オビ＝ワン」のウェイターを装ってインディに同行する。ラオたちに隠し持った拳銃を向けるが、逆に撃たれて死亡する。インディに対する尊敬は深く、死ぬ瞬間になってもインディとの会話を一興にしていた。
シャーマン
演 - D・R・ナーナヤッカーラ
インディ達が訪れたインドの村「メイアプール」の長老。インディ達にサンカラストーンの奪還を依頼する。
ザリム・シン
演 - ラジ・シン
パンコット宮殿の若きマハラジャ。眉目秀麗にして国王としての政治意識の高い立派な少年であるが、意図せずして邪教・サギー教の手に落ち、洗脳されてしまう。その後、国王・守護神として煌びやかで華奢な正装に身を包み、インディ一行を歓待する。
インディにそっくりな姿の呪いの人形を銀のヘアピンで刺し、格闘していた本人を苦しめる。その後、ショートの活躍で洗脳が解け、彼に宮殿の出口を教え、終盤にはインディ達を助けるためブランバート率いるライフル部隊を連れてきた。

## キャスト
| 役名                 | 俳優                         | 日本語吹き替え    | 日本語吹き替え         | 日本語吹き替え                        | 日本語吹き替え |
| 役名                 | 俳優                         | 日本テレビ版      | ソフト版1              | テレビ朝日版                          | ソフト版2      |
| -------------------- | ---------------------------- | ----------------- | ---------------------- | ------------------------------------- | -------------- |
| インディ・ジョーンズ | ハリソン・フォード           | 村井国夫          | 村井国夫               | 磯部勉                                | 内田直哉       |
| ウィリー・スコット   | ケイト・キャプショー         | 藤田淑子          | 吉田理保子             | 小宮和枝                              | 斉藤梨絵       |
| ショート・ラウンド   | キー・ホイ・クァン           | 田中真弓          | 野沢雅子               | 矢島晶子                              | 白石涼子       |
| モラ・ラム           | アムリッシュ・プリ           | 石田弦太郎        | 坂口芳貞               | 麦人                                  | 水内清光       |
| チャター・ラル       | ロシャン・セス               | 羽佐間道夫        | 羽佐間道夫             | 牛山茂                                | 村治学         |
| ブランバート         | フィリップ・ストーン         | 北村弘一          | 川久保潔               | 石森達幸                              | 佐々木省三     |
| ラオ・チェ           | ロイ・チャオ                 | 内海賢二          | 小林清志               | 茶風林                                | 宗矢樹頼       |
| ウー・ハン           | デヴィッド・ヴィップ         | 千葉繁            | 大塚芳忠               | 仲野裕                                | 村治学         |
| カオ・カン           | リック・ヤン                 | 小室正幸          | 島田敏                 | 小形満                                | 千々和竜策     |
| チェン               | チュア・カー・ジョー         | 大滝進矢          | 秋元羊介               | 古田信幸                              | 白熊寛嗣       |
| ウェバー             | ダン・エイクロイド           | 加藤正之          | 大塚明夫               | 古田信幸                              | 志村知幸       |
| シャマン             | D・R・ナーナヤッカーラ       | 永井一郎          | 田村錦人               | 大木民夫                              | 側見民雄       |
| 族長                 | ダーマダサ・クルップ         | 田村錦人          | 藤本譲                 |                                       | 白熊寛嗣       |
| ザリム・シン         | ラジ・シン                   | 菊地英博          | 近藤玲子               | 津村まこと                            | 河杉貴志       |
| チーフ・ガード       | パット・ローチ               | 原語音声          | 原語音声               | 原語音声                              | 原語音声       |
| 独房の少年           | アルジャン・パンドハー       | 杉元直樹          | 松本梨香               |                                       | 笹田貴之       |
| 独房の少年           | ジア・ゲラニ                 | 松田辰也          | 滝沢ロコ               |                                       | 丸山ゆう       |
| 商人                 | フランク・オレガリオ         | 島香裕            | 藤本譲                 |                                       | 白熊寛嗣       |
| 商人                 | アーメッド・エル・シェナウィ | 加藤正之          | 神山卓三               |                                       | 宗矢樹頼       |
| 不明 その他          | N/A                          | 竹口安芸子 牧章子 | 島香裕 巴菁子 亀井三郎 | 渡辺美佐 佐々木梅治 中博史 喜田あゆ美 | N/A            |

- 日本テレビ版：初回放送1987年10月16日『金曜ロードショー』21:00-23:21 ※本編ノーカット。音声仕様はモノラル。
  - 同年に放送された映画で一位となる26.9％の高視聴率を記録[4]。
- ソフト版1：1993年2月22日発売のVHSに初収録。音声仕様はステレオ。
  - 以降のメディア（DVD・BD）にも収録。BDにはソフト版2との区別のため「2.0ch音声版」表記で収録された[5]。ディズニープラスの配信にも使用。
- テレビ朝日版：初回放送1998年7月26日『日曜洋画劇場』21:02-23:09
- ソフト版2：2012年9月14日発売のBD「インディ・ジョーンズ コンプリート・アドベンチャーズ」に初収録。音声仕様は5.1chサラウンド。
  - 収録に先行し、2009年7月19日にWOWOW191chでのテレビ放送（15:30-17:30）で初公開された[6]。
  - ソフト版1との区別のため「5.1ch音声版」表記で収録され[5]、以降のメディアにも収録。ディズニープラスを除く各種配信にも使用。

## スタッフ
- 監督：スティーヴン・スピルバーグ
- 製作：ロバート・ワッツ
- 製作総指揮：ジョージ・ルーカス、フランク・マーシャル
- 原案：ジョージ・ルーカス
- 脚本：ウィラード・ハイク、グロリア・カッツ
- 撮影：ダグラス・スローカム
- 特撮：デニス・ミューレン、ILM
- 編集：マイケル・カーン、ジョージ・ルーカス
- 音楽：ジョン・ウィリアムズ
- 美術・プロダクションデザイン：エリオット・スコット
- アートディレクション：ロジャー・ケイン、アラン・キャシー
- セット制作：ピーター・ホーウィット
- 衣装デザイン：アンソニー・パウエル

### 日本語版
- 字幕: 戸田奈津子

| 吹き替え       | 日本テレビ版      | ソフト版1                | テレビ朝日版 | ソフト版2           |
| -------------- | ----------------- | ------------------------ | ------------ | ------------------- |
| 演出           | 佐藤敏夫          | 蕨南勝之                 | 伊達康将     | 福永莞爾            |
| 翻訳           | 木原たけし        | 木原たけし               | 岩本令       | 木原たけし 山門珠美 |
| 調整           |                   | 東北新社スタジオ         | 熊倉亨       | 阿部直子            |
| 録音           | アオイスタジオ    | 東北新社スタジオ         |              | 東北新社スタジオ    |
| 効果           | 遠藤堯雄 桜井俊哉 | N/A                      | リレーション | N/A                 |
| 制作進行       |                   | 小柳剛 古川直正          |              | 梅原潤一 植田剛司   |
| プロデューサー | 奥田誠治          |                          | 圓井一夫     |                     |
| 制作           | 東北新社          | 東北新社                 | 東北新社     | 東北新社            |
| 制作           | 日本テレビ        | CICビクター パラマウント | テレビ朝日   | パラマウント        |

## 地上波テレビ放送履歴
- 備考欄に「○」表記の場合は本編ノーカット放送。
- 視聴率はビデオリサーチ調べ。関東地区でのデータ。

| 回数 | 放送日         | 放送時間    | 放送分数 | 放送局     | 番組枠             | 吹替         | 視聴率 | 備考 | 出典   |
| ---- | -------------- | ----------- | -------- | ---------- | ------------------ | ------------ | ------ | ---- | ------ |
| 1    | 1987年10月16日 | 21:00-23:21 | 141分    | 日本テレビ | 金曜ロードショー   | 日本テレビ版 | 26.9%  | ○    |        |
| 2    | 1989年10月20日 | 21:02-23:24 | 142分    | 日本テレビ | 金曜ロードショー   | 日本テレビ版 | 24.2%  | ○    |        |
| 3    | 1990年12月29日 | 21:03-23:24 | 141分    | フジテレビ | ゴールデン洋画劇場 | 日本テレビ版 |        | ○    |        |
| 4    | 1992年9月18日  | 21:02-23:24 | 142分    | 日本テレビ | 金曜ロードショー   | 日本テレビ版 | 18.0%  | ○    |        |
| 5    | 1995年2月24日  | 21:02-23:24 | 142分    | 日本テレビ | 金曜ロードショー   | 日本テレビ版 | 21.9%  | ○    |        |
| 6    | 1996年12月29日 | 21:02-23:19 | 137分    | テレビ朝日 | 日曜洋画劇場       | 日本テレビ版 | 13.5%  |      |        |
| 7    | 1998年7月26日  | 21:02-23:09 | 127分    | テレビ朝日 | 日曜洋画劇場       | テレビ朝日版 | 17.3%  |      |        |
| 8    | 1999年11月7日  | 21:00-22:54 | 114分    | テレビ朝日 | 日曜洋画劇場       | テレビ朝日版 | 16.0%  |      |        |
| 9    | 2001年10月19日 | 21:03-23:24 | 141分    | 日本テレビ | 金曜ロードショー   | 日本テレビ版 | 15.0%  | ○    | [ 7 ]  |
| 10   | 2003年3月30日  | 21:00-22:54 | 114分    | テレビ朝日 | 日曜洋画劇場       | テレビ朝日版 | 13.6%  |      | [ 8 ]  |
| 11   | 2004年11月18日 | 21:00-22:54 | 114分    | テレビ東京 | 木曜洋画劇場       | 日本テレビ版 | 9.1%   |      | [ 9 ]  |
| 12   | 2008年6月13日  | 21:03-22:54 | 111分    | 日本テレビ | 金曜ロードショー   | 日本テレビ版 | 14.2%  |      | [ 10 ] |
| 13   | 2010年10月10日 | 21:00-22:54 | 114分    | テレビ朝日 | 日曜洋画劇場       | ソフト版2    | 9.4%   |      | [ 11 ] |
| 14   | 2017年11月4日  | 21:00-23:10 | 130分    | フジテレビ | 土曜プレミアム     | ソフト版2    | 7.5%   |      | [ 12 ] |
| 15   | 2021年9月24日  | 21:00-23:19 | 139分    | 日本テレビ | 金曜ロードショー   | 日本テレビ版 | 8.8%   | ○    | [ 13 ] |
| 16   | 2023年5月26日  | 21:00-23:19 | 139分    | 日本テレビ | 金曜ロードショー   | 日本テレビ版 | 7.1%   | ○    | [ 14 ] |

## 4K/Blu-ray/DVD
パラマウント ジャパンより4K Ultra HD、Blu-ray Disc、DVDが発売。NBCユニバーサルが販売。
4K Ultra HD、Blu-rayは村井国夫版（2.0ch）、内田直哉版（5.1ch）ともに収録。
DVDは村井国夫版（2.0ch）のみ収録。
- 4K
  - インディ・ジョーンズ 4ムービーコレクション 40th アニバーサリー・エディション 4K Ultra HD + ブルーレイ  品番：PJXF-1470  発売日：2021年6月23日
  - インディ・ジョーンズ 魔宮の伝説 4K Ultra HD+ブルーレイ  品番：PJXF-1566  発売日：2023年6月7日

- Blu-ray
  - インディ・ジョーンズ 魔宮の伝説  品番：PBH-113995  発売日：2013年12月20日
  - インディ・ジョーンズ 魔宮の伝説 スチールケース仕様(数量限定)  品番：PBXC-113995  発売日：2015年6月10日
  - インディ・ジョーンズ 魔宮の伝説  品番：PJXF-1033  発売日：2016年7月22日
- DVD
  - インディ・ジョーンズ 魔宮の伝説  品番：PPA-113995  発売日：2008年6月6日
  - インディ・ジョーンズ 魔宮の伝説  品番：PJBF-1099  発売日：2016年7月22日

## 製作

### 企画
前作である『レイダース/失われたアーク《聖櫃》』の製作時、既にジョージ・ルーカスはシリーズを三部作にする構想を持ち、監督のスティーヴン・スピルバーグにもそれを伝えていた。
『レイダース』が成功を収めると、すぐにルーカスとスピルバーグが続投で続編製作が決定した。スピルバーグにとって、これはキャリアの中で続編を初めて監督するという新たな挑戦でもあった。
本作はルーカスの強い意向で、前作に比べ暗い作風にをとることとなった。ルーカスは後に「スター・ウォーズ三部作で『帝国の逆襲』が暗い第二幕だったように、それは暗い映画でなければならなかった」という考えがあったことや、離婚などで「気分が良くなかった」ことが原因であったことを明かしている。

### 脚本
ルーカスの「前と同じ悪役を使いたくない」との考えからナチスを敵にすることを避けるが、同じ時代設定でナチスを悪役として使わないようにする動機づけが思いつかなかったことから、物語が前作の前日譚と設定された。
ルーカスは当初、万里の長城でバイクに乗ったインディ・ジョーンズがチェイスするシーンを思いついたことで中国を舞台にしようとしたが、中国当局から撮影許可がおりなかったため、舞台を置き換えることとなる。最終的に、舞台はインドの寺院となった。
ルーカスは、この映画を本当に恐ろしいものにしようと児童奴隷制や黒魔術、人身御供などに専念するカルト宗教やタギーのアイデアを思いついた。スピルバーグは後に「ルーカスがアイデアを持ってきた。私の仕事と課題は、この物語の暗さとコメディのバランスを取ることだと思った」と語っている。
具体的なアイデアが固まった後、前作と同じローレンス・カスダンに脚本のオファーがいくが、カスダンは「アイデアがひどい」と感じたことでこれを辞退。ルーカスは、『アメリカン・グラフィティ』で交友があったウィラード・ハイクとグロリア・カッツを雇った。最初の会議でルーカスがアイデアを提示した後、ルーカス、スピルバーグ、ハイク、カッツで協力して大まかなスクリプトを作成した。
スピルバーグは、もともと前作のヒロインであるマリオン・レイヴンウッドを再登場させたいと考えていたが、この案は頓挫。ルーカスは、インディの新たな相棒に処女の若い王女を登場させるアイデアを出すが、三人はそれに反対。相棒は10歳の中国人の男の子に変更され、インディの冒険に巻き込まれるマリオンに近い立ち位置を持つ女性を登場させることが決定した。また、ルーカスの「暗い作風にする」との意向から、前作に登場したサラーとマーカス・ブロディは未登場にすることが決まった。
アイデア会議の際、4人はカルトな要素を観客へどう魅せるか熱心に話したという。ハイクとカッツはこれに虎狩りを使うことを提案したが、スピルバーグの「虎狩りをするほど長くインドに滞在するつもりはない」との言葉で却下。彼らは最終的に、虫やサルの脳みそなどを食べる夕食のシーンを作ることを決定した。カッツは後に「スティーブとジョージは子供のようで、いかにグロテスクな場面を作ろうかと考えていた」と述べている。
1982年5月、ルーカスは、ハイクとカッツへ脚本に採用するようにと20ページの草稿を手渡した。これは、トロッコの追跡や上海への旅、銃撃から身を守るためにゴングを使用するインディなど、前作でカットされた脚本内容を取り入れたものだった。その後もルーカスは、「脚本作成に役立つように」とテープに録音された会話を基にした500ページの草稿をハイクとカッツに送りつけており、第一稿はわずか6週間である1982年8月初旬に完成した。スピルバーグはこの頃、『ジョーズ』を監督したが続編である『ジョーズ2』では監督を辞退しており、ルーカスは「インディにも同じことをするのではないか」と心配していたらしく、カッツは後に「ルーカスは彼が監督することを必死に望んでいました。私たちは、彼を保持できるように、本当に、本当に速くそれを行うように多くのプレッシャーにさらされていました」と当時を回想している。
その後、9月までに第二稿が完成。プリプロダクション中に、ルーカスによる仮題「Temple of Death（直訳:死の神殿）」を「あまりにも暗すぎる」と考えたスピルバーグの提案で、正式題「Temple of Doom（直訳:破滅の神殿）」に変更された。その後、1983年3月から4月にかけて、ハイクとカッツは最終的な撮影台本の書き直しを同時に行い、脚本が完成した。

### キャスティング
ショート・ラウンド役のキー・ホイ・クァンは、ロサンゼルスのチャイナタウンで行われたオーディションで抜擢された。キーはベトナム難民の出身でアメリカに来て程なく、英語があまり読めなかったため、インディとポーカーをする場面などは即興劇で撮影された。

### 撮影
撮影は1983年4月に始まった。

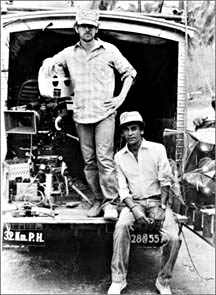
ロケでのスピルバーグとラトナム（1983年、スリランカ）

ロケ撮影に関して、作中で描かれる奇妙な食文化や邪教信仰などインドやヒンドゥー教に対する偏見や人種差別に関わる内容が多かったため、当初の予定地だった北インドやアンベール城での撮影をインド政府に拒否された。このため、スリランカのキャンディでの撮影を余儀なくされ、村人役のエキストラたちもシンハラ語を話している。
吊り橋の設置には、当時ロケ地付近でヴィクトリア・ダム建設のため滞在していたイギリス人のグループが雇われた。
撮影中に多くの問題も起こったが、8月26日、スピルバーグはスケジュールと予算どおりに主要な撮影を終えた。

### 特撮
作品の「ジェットコースター的イメージ」を決定付けるトロッコのチェイスシーンでは、ミニチュアが多用された。走行中のトロッコを捉えるロングショットのほぼ全てがミニチュアであり、フィル・ティペットによるストップモーション・アニメーションも一部使用されている。
ILMでは視覚効果の光学合成にビスタビジョン方式を採用しているが、いくつかのシーンではトンネル状の模型セットを通常のビスタビジョン・カメラで移動撮影出来ず、ニコン製のスチルカメラを改造して使用している。
宮殿出口の断崖絶壁は、インディたちの立っている場所以外のほとんどがマット・ペインティング（ILMのクリス・エヴァンスの作品）である。その前後の水が押し寄せる所から、インディー達の輪郭が青っぽくなっているのは、マット・ペインティングを使用しているためである。

### エピソード
ハリソン・フォードは、ゾウに乗る場面の撮影中に負った怪我が原因で、重度の椎間板ヘルニアに苦しんだ。そのため、フォードが休憩中に横になるためのベッドがセットに持ち込まれ撮影を続行したが、ルーカスはフォードが怪我を押して無理をしながら映画の完成を目指しているのを感じ、スケジュールが切迫していたものの撮影を一旦停止し、フォードは治療のため病院に運ばれた。その後の5週間は、スタントの場面を中心に撮影を行った。
インディの名前がルーカスの愛犬に因んで名付けられたように、ウィリーはスピルバーグの愛犬から、ショート・ラウンドはハイクの愛犬から因んで名付けられた。
宣教師役でシド・ガニス、ルーカス、アンソニー・パウエルが、空港の旅行者役でフランク・マーシャルとスピルバーグがカメオ出演している。
前作と同じく荒唐無稽な作品になることから、「観客に理屈を考える暇を与えない」ほどテンポの良さを目指したという。そのため、最初は約115分の作品となったが、試写でルーカスとスピルバーグは逆に「速すぎる」と感じたため、観客の「呼吸の余地を元に戻す」場面を加えたりアクションを少し遅くするなどして、上映時間は118分となった。

## 評価
1984年の公開後、興行は成功したが評価は賛否両論であった。その後も、その優れた作品内容と共に論争と問題のあるコンテンツとして知られている。
ロジャー・イーバートはこの映画に「レイダースより明るくエキサイティングで、奇妙で、間抜けで、ロマンティックなアドベンチャー映画であり、続編というよりも対等な作品であると高く評価しています」と評している。ポーリン・ケイルは「この映画でスピルバーグがやっているような方法でスリルと笑いを融合させた人は誰もいない」と述べ「私がここ数年見た中で最も純粋に楽しいフィジカルコメディである」と評した。
一方で、『ピープル』のラルフ・ノヴァクは「親が幼い子供にこの心的外傷を与える映画を見せてはならない。それは映画を使った児童虐待になるだろう」と批判し、「ハリソン・フォードでさえ、クアンを平手打ちし、キャプショーを虐待している。映画内にヒーローはいません。スティーブン・スピルバーグとジョージ・ルーカスという悪役が2人いるだけです」と酷評した。
ウィリー役に関しては、前作のヒロインであるマリオンと異なる「絶え間なく叫び、頻繁に救助が必要であるキャラクター」であることに対する批判もある。演じたケイト・キャプショーも彼女を「頭の悪い、叫ぶ金髪にすぎない」と呼んだことがある。
スピルバーグ自身は、後に「シリーズの中で最悪の出来」と評している。スピルバーグは、自身のキャリアでシリーズの続編を監督するのが初であったことから、すべての観客を喜ばせようと強く意識するあまり、自分にとって魅力的な映画を作ることを忘れていたといい、1989年に「ダークすぎます。地下のシーンが多すぎる上、怖すぎるのです」、「超常現象のない『ポルターガイスト』のようだと思いました。『魔宮の伝説』に対する思い入れなど、これっぽちもありません」と述べている。ただし、監督として製作に参加したこと自体は、のちに妻となるキャプショーと出会えたことから一切後悔していないとも述べている。
一方で、ルーカスは本作について「トーンが少し暗いだけで、私はこの映画が大好きです」と述べている。

### 論争・影響
前作に比べても暴力シーンや残虐な場面が多く、MPAからR指定にするよう求められたが、スピルバーグは「これは子供向けに作ったんだ」とその要求を拒否。その結果、今作がアメリカにおけるPG-13制定のきっかけになった。
本作でのインド文化に関しての描写は論争を引き起こし、インドでは否定的なステレオタイプが描かれているという理由で上映禁止となった。特に、料理のシーンに登場した冷えたサルの脳みそなどの料理は「実際のインド料理ではない」と激しく批判された。また、作家のシャシ・タルールは、この映画がインドに対する偏見を助長しており、「ある村の貧困が、偉大な白人の英雄の救いで解決した」というストーリーになっていることも批判している。 
なお、チャター・ラルを演じたロシャン・セスは、料理に関する批判に関して「スティーブンはその場面を一種のジョークとして撮影した」、「だが、そのジョークは微妙であまり通じなかった」と語った。アムリッシュ・プリは、これらの論争自体がばかげているとし、「丘を滑り降りてインドに到達することが現実にありますか？ファンタジーはファンタジーです」と自伝の中で述べている。

### 受賞・ノミネート
| 賞           | 部門               | 対象                                                                               | 結果       | 出典   |
| ------------ | ------------------ | ---------------------------------------------------------------------------------- | ---------- | ------ |
| アカデミー賞 | 作曲賞             | ジョン・ウィリアムズ                                                               | ノミネート | [ 42 ] |
| アカデミー賞 | 視覚効果賞         | デニス・ミューレン マイケル・J・マカリスター ローン・ピーターソン ジョージ・ギブス | 受賞       | [ 42 ] |
| サターン賞   | ファンタジー映画賞 | N/A                                                                                | ノミネート | [ 43 ] |
| サターン賞   | 監督賞             | スティーヴン・スピルバーグ                                                         | ノミネート | [ 43 ] |
| サターン賞   | 主演男優賞         | ハリソン・フォード                                                                 | ノミネート | [ 43 ] |
| サターン賞   | 若手俳優賞         | キー・ホイ・クァン                                                                 | ノミネート | [ 43 ] |
| サターン賞   | 脚本賞             | ウィラード・ハイク グロリア・カッツ                                                | ノミネート | [ 43 ] |
| サターン賞   | 衣装デザイン賞     | アンソニー・パウエル                                                               | ノミネート | [ 43 ] |
| サターン賞   | メイクアップ賞     | トム・スミス                                                                       | ノミネート | [ 43 ] |